# Les Tambours du Bronx
Les Tambours du Bronx é um grupo de percussionistas francês formado em 1987.
O grupo é formado por 17 músicos que utilizam sons sintéticos, samples e vocais nas performances. Sua música é uma mistura de industrial, afrobeat, rock, techno e world music.
Em 2011 e 2013, participou do Rock in Rio ao lado da banda brasileira Sepultura.

## Discografia
- Ca sonne pas beau un bidon? (1989)
- Monostress 225L (1992)
- Grandmix (1992)
- Silence (1999)
- Live (2001)
- Stereostress Remixes (2003)
- DVD Live (2006)
- BRONX Live (2006)
- MMIX (2009)
- Corros (2015)